# 忠岡町消防本部
忠岡町消防本部（ただおかちょうしょうぼうほんぶ）は、大阪府泉北郡忠岡町の消防部局（消防本部）。管轄区域は忠岡町全域。

## 概要
- 消防本部：大阪府泉北郡忠岡町忠岡北1-1-23
- 管内面積：4.03km2
- 職員定数：37人
- 消防署1カ所
- 主力機械（2023年4月1日現在）
  - 水槽付消防ポンプ自動車：2
  - 高規格救急自動車：2
  - 査察広報車：1
  - 資機材搬送車：1

## 沿革
- 1948年3月 - 泉大津消防署忠岡出張所から自治体消防忠岡消防署に昇格。
- 2003年8月 - 消防庁舎新築移転。